# Paccar

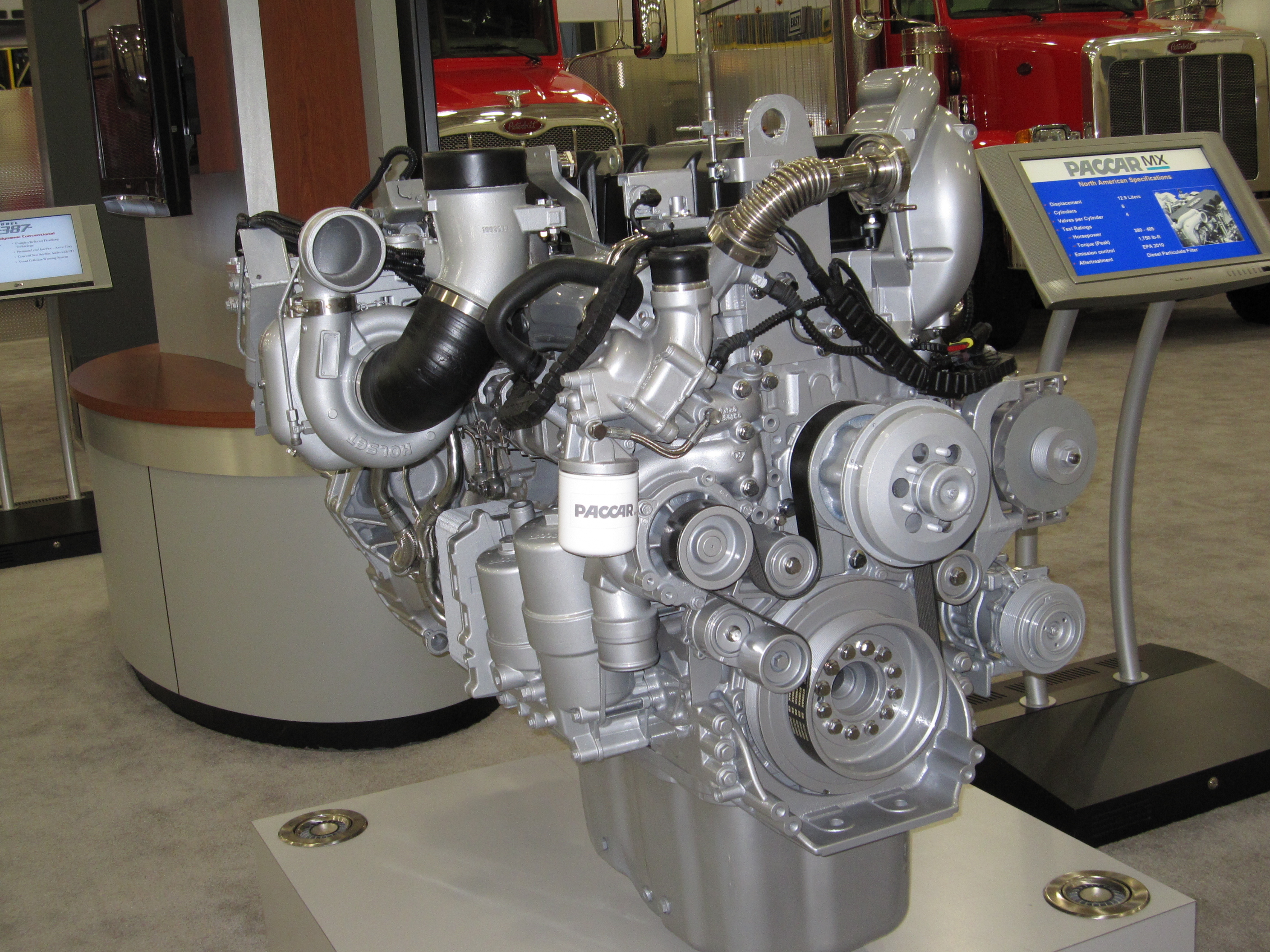
Paccar MX motor

Paccar Inc. is een industrieel bedrijf dat vrachtwagens verkoopt onder de namen Peterbilt en Kenworth en DAF.

## Activiteiten
Paccar is internationaal actief. Het levert een complete range van vrachtwagens in Noord-Amerika, Europa, Mexico en Australië. Het heeft een eigen financieringsafdeling en levert onderdelen. In de drie jaren tussen 2021 en 2023 was de totale omzet gemiddeld US$24 miljard en de winst was US$3,2 miljard op jaarbasis. Het heeft in de afgelopen 85 jaar nooit een jaar verlies geleden.
In 2023 werkten er 32.000 mensen bij het bedrijf. In 2023 werden 204.000 vrachtwagens afgeleverd, waarvan 109.000 in Noord-Amerika en 63.000 in Europa. In de Verenigde Staten en Canada heeft Paccar bijna 30% van de markt van zware vrachtwagens in handen. In Europa, vooral DAF, ligt het marktaandeel voor vrachtwagens boven de 16 ton op een zesde. In lichtere segmenten is het marktaandeel fors lager. Iets meer dan de helft van de omzet wordt in Noord-Amerika gerealiseerd en een kwart in Europa. De rest wordt behaald in Mexico, Australië en de financiële diensten.

## Geschiedenis
Het Amerikaanse bedrijf is opgericht in 1905 onder de naam Seattle Car Mfg. Co., en was met name gericht op de productie van spoorwegmaterieel.
Later fuseerde het bedrijf met Twohy Brothers en werd onder een nieuwe naam voortgezet; Pacific Car and Foundry Company.
Tijdens de Tweede Wereldoorlog werden er in de fabriek te Renton Shermantanks, bergingsvoertuigen voor tanks, droogdokken en sleepboten gemaakt voor het Amerikaanse leger.
Direct na de oorlog, in 1945, nam het de firma Kenworth over, waarmee zij direct een speler werden in de markt voor zware vrachtwagens. Dit werd in 1958 versterkt door de overname van de Peterbilt Motors Company. In 1960 werd het bedrijf internationaal actief, eerst in Mexico en zes later volgde een vestiging in Australië. In 1962 leverde een divisie van het bedrijf staal voor de Space Needle en ze speelde tussen 1966 en 1972 een belangrijke rol bij de bouw van de derde elektriciteitscentrale in de Grand Couleedam. In 1972 werd de naam gewijzigd in Paccar. De naam Pacific Car and Foundry Company bleef in gebruik, maar slechts voor een bedrijfsonderdeel.
De overstap naar Europa werd in 1996 gemaakt door de overname van DAF. In dat jaar deed Paccar een bod ter waarde van 933 miljoen gulden op alle aandelen. DAF zal als zelfstandige onderneming doorgaan met een eigen raad van bestuur en raad van commissarissen. De overname past in de ambitie van Paccar om bij de drie grootste producenten te behoren in de markt voor zware vrachtwagens. De bedrijven vullen elkaar goed aan. Paccar koopt nu nog zijn motoren, assen en versnellingsbakken in, terwijl DAF die allemaal zelf maakt. Paccar op zijn beurt is goed in kunststofonderdelen en daar mist DAF de nodige kennis. In 1998 volgde de overname van Leyland Trucks. Met deze overname kreeg Paccar de beschikking over extra productiecapaciteit voor lichtere vrachtwagens. Leyland produceert in zijn fabriek in Lancashire voornamelijk bedrijfswagens in de klasse van zes tot achttien ton.